# 超級百萬
超级百万 (Mega Millions) 是美国境內發售的一種彩票。該彩票在美国45个州、华盛顿哥伦比亚特区和美属维尔京群岛均有销售。
1996年9月6日，該彩票第一次開獎，當時美國人只有在佐治亚州、伊利诺伊州、马里兰州、密歇根州、马萨诸塞州和弗吉尼亚州六个州可以買到這種彩票。截至2023年6月30日，人們可以在美國45个州、哥伦比亚特区和美属维尔京群岛買到這種彩票。